# Lepadella minuta
Lepadella minuta är en hjuldjursart som först beskrevs av Weber och Montet 1918.  Lepadella minuta ingår i släktet Lepadella och familjen Lepadellidae. Arten är reproducerande i Sverige. Inga underarter finns listade i Catalogue of Life.